# Félix Allard
Pour les articles homonymes, voir Allard.
Félix Allard, né le 25 octobre 1897 à Saint-François-du-Lac et mort le 17 septembre 1974 à Sainte-Foy, est un avocat, juge et homme politique québécois.

## Biographie
Il est le fils de Louis-Jules Allard et de Berthe Toupin.
Il étudie au collège de Nicolet, à l'Université Laval à Montréal puis à l'École d'administration de Poughkeepsie. Il est admis au barreau du Québec le 7 juillet 1922.
Il est avocat à Montréal de 1922 à 1924 et ensuite à Amos de 1924 à 1928. Il est remplaçant du procureur de la couronne pour le district d'Abitibi de 1929 à 1936.
Lors des élections générales québécoises de 1939, il est élu député d'Abitibi à l'Assemblée législative du Québec sous la bannière libérale. Il laisse son siège vacant après avoir été nommé juge le 27 juin 1944. Il occupa cette fonction jusqu'en 1967.
Mort en 1974, il est inhumé au cimetière Notre-Dame-de-Belmont.